# Namibijski Nijemci
Namibijski Nijemci (njemački: Deutschnamibier) je zajednica ljudi koji potječu od etničkih njemačkih kolonista koji su se naselili u današnjoj Namibiji.
Godine 1883., njemački trgovac Adolf Lüderitz kupio je od lokalnog vlasnika južnu obalu Namibije i osnovao grad Lüderitz. Njemačka vlada željela je da stekne koloniju te je pripojeni teritorij nazvala Njemačka Jugozapadna Afrika (njemački: Deutsch-Südwestafrika). Na tome teritoriju živio je mali broj Nijemaca, mnogi kasnije dolaze kao vojnici (njemački: Schutztruppe), trgovci, rudari ili kolonijalni dužnosnici. Godine 1915, tijekom Prvoj svjetskog rata, Njemačka je izgubila jugozapadnu Afriku, nakon rata, bivša kolonija postala je južnoafrički protektorat. Njemačkim doseljenicima je bilo dopušteno da ostane i do neovisnosti 1990., njemački je ostao službeni jezik. Procjenjuje se da u Namibiji živi od 20.000 do 30.000 ljudi njemačkog podrijetla. Prema popisu stanovništva iz 2001. godine, samo 1,1% svih kućanstava u Namibiji koristiti njemački jezik kao materinji (3.654 kućanstava).

## Poznati Namibijski Nijemci
- Adolph Jentsch
- Monica Dahl
- Klaus Dierks
- Erik Hoffmann
- Jörg Lindemeier
- Anton Lubowski
- Oliver Risser

## Vanjske poveznice
- German Website of some German Namibians in Europe/Germany